# Barreiro
Barreiro és un municipi portuguès, situat al districte de Setúbal, a la regió de Lisboa i a la subregió de Península de Setúbal. L'any 2004 tenia 78.992 habitants. Limita a l'est amb Moita, al sud-est amb Palmela, al sud amb Setúbal i Sesimbra, a l'oest amb Seixal i al nord amb l'estuari del Tajo, a l'altre marge del qual es troba Lisboa.

## Població
| Població del concelho de Barreiro (1801 – 2004) | Població del concelho de Barreiro (1801 – 2004) | Població del concelho de Barreiro (1801 – 2004) | Població del concelho de Barreiro (1801 – 2004) | Població del concelho de Barreiro (1801 – 2004) | Població del concelho de Barreiro (1801 – 2004) | Població del concelho de Barreiro (1801 – 2004) | Població del concelho de Barreiro (1801 – 2004) | Població del concelho de Barreiro (1801 – 2004) |
| ----------------------------------------------- | ----------------------------------------------- | ----------------------------------------------- | ----------------------------------------------- | ----------------------------------------------- | ----------------------------------------------- | ----------------------------------------------- | ----------------------------------------------- | ----------------------------------------------- |
| 1801                                            | 1849                                            | 1900                                            | 1930                                            | 1960                                            | 1981                                            | 1991                                            | 2001                                            | 2004                                            |
| 2 425                                           | 3 384                                           | 7 738                                           | 21 030                                          | 35 088                                          | 88 052                                          | 85 768                                          | 79 012                                          | 78 992                                          |

## Freguesies
- Alto do Seixalinho
- Barreiro (freguesia)
- Coina
- Lavradio
- Palhais
- Santo André
- Santo António da Charneca
- Verderena

## Barreirenses Il·lustres
- Álvaro Velho (século XV-XVI), mariner de Vasco da Gama a l'Índia.
- José Augusto, Futbolista Benfica.
- Manuel Bento, Futbolista Benfica.
- Fernando Chalana, Futbolista Benfica.
- Maria de Lourdes Resende, cantant.
- João Barreiros, Cantor Líric.
- Fernando Farinha, Fadista
- Pedro Feijão, Pintor
- Antonio Cardoso, Cosmòleg
- Raquel Maria, Actriu
- Sisley Dias, Actor
- Rui Quintas, Actor.